# Мотоярославец
«Мотоярославец» (с 2009 года официально называется «Мото-Малоярославец») — один из крупнейших международных мото-рок-фестивалей, проходящих на открытом воздухе. Впервые состоялся в 1993 году под названием «Лицом к лицу» и с тех пор устраивается ежегодно за исключением 2018 года. С 1998 года проходит в пойме реки Лужа, на «Медвежьем лугу» в г. Малоярославец Калужской области. Фестиваль вырос из ежегодных встреч редакции журнала «Мото» с байкерами.

## История фестиваля
Предтечей «Мотоярославца» стали встречи редакции журнала «Мото» с читателями, получившие название «Лицом к лицу». С 1993 по 1997 годы они проходили в различных городах и посёлках Подмосковья и соседних с Москвой областей. С 1998 года постоянным местом базирования стал город Малоярославец. С 2002 года организация фестиваля проходит без участия журнала «Мото». Тогда же появилось новое название «Мотоярославец» — производное от места проведения (г. Малоярославец) и тематики фестиваля («Мото»). В 2009 году официальное название изменяется на «Мото-Малоярославец».
В 2018 году из-за проходящего в России ЧМ-2018 по футболу впервые за 25 лет не удалось согласовать проведение фестиваля с властями. Было объявлено о переносе фестиваля на следующий, 2019 год, а в знак компенсации московский клуб Live Stars организовал концерт, анонсированный как «мини-формат фестиваля».
| Год  | Название фестиваля | Дата проведения       | Место проведения                                   | Организатор                                                                       |
| ---- | ------------------ | --------------------- | -------------------------------------------------- | --------------------------------------------------------------------------------- |
| 1993 | Лицом к лицу       | 22-23 мая 1993        | г. Истра (Московская область)                      | Журнал «Мото»                                                                     |
| 1994 | Лицом к лицу       | 21-22 мая 1994        | пгт Тучково (Рузский район, Московская область)    | Журнал «Мото»                                                                     |
| 1995 | Лицом к лицу       | 27-28 мая 1995        | г. Алексин (Тульская область)                      | Журнал «Мото»                                                                     |
| 1996 | Лицом к лицу       | 7-8 июня 1996         | г. Обнинск (Калужская область)                     | Журнал «Мото»                                                                     |
| 1997 | Лицом к лицу       | 30-31 мая 1997        | с. Старая Руза (Рузский район, Московская область) | Журнал «Мото»                                                                     |
| 1998 | Лицом к лицу       | 5-7 июня 1998         | г. Малоярославец (Калужская область)               | Журнал «Мото», администрация г. Малоярославец                                     |
| 1999 | Лицом к лицу       | 5-6 июня 1999         | г. Малоярославец                                   | Журнал «Мото», администрация г. Малоярославец                                     |
| 2000 | Лицом к лицу       | 2-3 июня 2000         | г. Малоярославец                                   | Журнал «Мото», администрация г. Малоярославец                                     |
| 2001 | Лицом к лицу       | 1-2 июня 2001         | г. Малоярославец                                   | Журнал «Мото», ООО «Спорт-Маркетинг 2000», администрация г. Малоярославец         |
| 2002 | Мотоярославец      | 28-29 июня 2002       | г. Малоярославец                                   | Администрация г. Малоярославец, коммуникационная группа «Три-план»                |
| 2003 | Мотоярославец      | 27-28 июня 2003       | г. Малоярославец                                   | Администрация г. Малоярославец, СТК «Пилот»                                       |
| 2004 | Лицом к лицу       | 25-26 июня 2004       | г. Малоярославец                                   | Администрация г. Малоярославец, СТК «Пилот»                                       |
| 2005 | Мотоярославец      | 24-25 июня 2005       | г. Малоярославец                                   | Мотоклуб «Outlaws МС Russia»                                                      |
| 2006 | Мотоярославец      | 23-24 июня 2006       | г. Малоярославец                                   | Мотоклуб «Outlaws МС Russia»                                                      |
| 2007 | Мотоярославец      | 29-30 июня 2007       | г. Малоярославец                                   | Мотоклуб «Outlaws МС Russia»                                                      |
| 2008 | Bike-Fest          | 27-28 июня 2008       | г. Малоярославец                                   | Мотоклуб «Outlaws МС Russia»                                                      |
| 2009 | Мото-Малоярославец | 26-27 июня 2009       | г. Малоярославец                                   | Российская Ассоциация Мотоциклистов/Кастомайзеров, администрация г. Малоярославец |
| 2010 | Мото-Малоярославец | 25-27 июня 2010       | г. Малоярославец                                   | Российская Ассоциация Мотоциклистов/Кастомайзеров, администрация г. Малоярославец |
| 2011 | Мото-Малоярославец | 24-26 июня 2011       | г. Малоярославец                                   | Российская Ассоциация Мотоциклистов/Кастомайзеров, администрация г. Малоярославец |
| 2012 | Мото-Малоярославец | 29-30 июня 2012       | г. Малоярославец                                   | Российская Ассоциация Мотоциклистов/Кастомайзеров, администрация г. Малоярославец |
| 2013 | Мото-Малоярославец | 27-30 июня 2013       | г. Малоярославец                                   | Российская Ассоциация Мотоциклистов/Кастомайзеров, администрация г. Малоярославец |
| 2014 | Мото-Малоярославец | 26-29 июня 2014       | г. Малоярославец                                   | Российская Ассоциация Мотоциклистов/Кастомайзеров, администрация г. Малоярославец |
| 2015 | Мото-Малоярославец | 25-27 июня 2015       | г. Малоярославец                                   | Российская Ассоциация Мотоциклистов/Кастомайзеров, администрация г. Малоярославец |
| 2016 | Мото-Малоярославец | 23-26 июня 2016       | г. Малоярославец                                   | Российская Ассоциация Мотоциклистов/Кастомайзеров, администрация г. Малоярославец |
| 2017 | Мото-Малоярославец | 29 июня — 2 июля 2017 | г. Малоярославец                                   | Российская Ассоциация Мотоциклистов/Кастомайзеров, администрация г. Малоярославец |

## Музыкальная программа
С 1998 года в программу встреч «Лицом к лицу» стали включаться концерты отечественных рок-групп, главным образом «тяжёлой» направленности. С 2006 года на сцену выходят и иностранные гости, например U.K. Subs, Rage, Red Elvises , Lake of Tears, Lordi, Блэйз Бэйли (бывший вокалист Iron Maiden), Грэм Боннэт (бывший вокалист Rainbow).
Ниже приведён неполный список участников музыкальной программы фестиваля:
- 1998 год: Мистер Твистер.
- 2001 год: Тайм Аут, Мистер Твистер, Чёрный обелиск, Чёрный кофе, Монгол Шуудан, Круиз, Рок-Синдром.
- 2002 год: ИнтоКсиКациЯ.
- 2005 год: Чёрный кофе, Рок-Синдром, Гарик Сукачев и группа Неприкасаемые, Крематорий, Мастер, Монгол Шуудан.
- 2006 год: Э.С.Т., Рок-Синдром, Иван-Царевич, Kiss Forever Band, UK SUBS, НАИВ, Мистер Твистер, Мастер, Приключения Электроников, Маврин, Чёрный Обелиск, Бахыт Компот, Дистемпер, Тринадцатое Созвездие.
- 2007 год: Тролль Гнёт Ель.
- 2008 год: Ария, Реликт (Обнинск), Чёрный обелиск, Blaze Bayley (ex. Iron Maiden), Graham Bonnet (ex. Rainbow), Тролль Гнет Ель, НАИВ, ПилОт, Тараканы, Тринадцатое Созвездие, Маврин, Оргия праведников, E.S.T.
- 2009 год: Сергей Маврин, Океан Эльзи, Крематорий, M.A.D. Band, Эпитафия, Мастер, Пилигрим, Аттракцион Воронова, Арктида
- 2010 год: Алиса, Тролль гнет ель, Александр Лаэртский, M.A.D. Band, Белый шаман, Харизма, Натиск, Арктида, Desperados.
- 2011 год: Река, Ария, Маврин, Король и Шут, Красная плесень, Тролль гнет ель, M.A.D. Band, Легион, LORI LORI, Коrsика, 7б, Белый шаман, Кери Келли, Крис Холмс, M.R.C.
- 2012 год: Река, Rage, Алиса, Red Elvises , Lake of Tears, Король и Шут, СЛОТ, LUMEN, AMATORY, Тараканы!, Тролль Гнет Ель, Монгол Шуудан, Корсика, Потерянный век, Дом ветров, Бригадный подряд, Маврин, Легион, Артерия, Кукрыниксы, LORI LORI,.
- 2013 год: LORDI — Финны, победившие Евровидение, Кипелов, Артур беркут, Алиса, Kiss Forever Band, Ляпис Трубецкой, Король и Шут, СЛОТ, Louna, AMATORY, Тараканы!, Тролль Гнет Ель, Тёмный лидер, Монгол Шуудан, Корсика, Потерянный век, Дом ветров, Бригадный подряд, Маврин, Легион, Артерия, KПД, LORI LORI,, Tomcat, ЯКЪ, Mordor, F.P.G, Дергать!,
- 2014 год: ДДТ, АЛИСА, КИПЕЛОВ